# Vatnan
Vatnan est une localité du comté de Nordland, en Norvège.

## Géographie
Administrativement, Vatnan fait partie de la kommune de Fauske.